# 恩氏假瘤蕨
恩氏假瘤蕨（学名：Phymatopteris engleri）为水龙骨科假瘤蕨属下的一个种。

## 扩展阅读
- 維基物種上的相關：恩氏假瘤蕨